# Брузиј
Брузиј (фр. Brouzils) насеље је и општина у западној Француској у региону Лоара, у департману Вандеја која припада префектури Ла Рош сир Јон.
По подацима из 2011. године у општини је живело 2631 становника, а густина насељености је износила 63,78 становника/km². Општина се простире на површини од 41,25 km². Налази се на средњој надморској висини од 60 метара (максималној 78 m, а минималној 37 m).

## Демографија
| 1962. | 1968. | 1975. | 1982. | 1990. | 1999. | 2011. |
| ----- | ----- | ----- | ----- | ----- | ----- | ----- |
| 1.844 | 1.931 | 1.886 | 1.845 | 1.951 | 2.031 | 2.631 |

График промене броја становника у току последњих година